# 太陽の奇跡

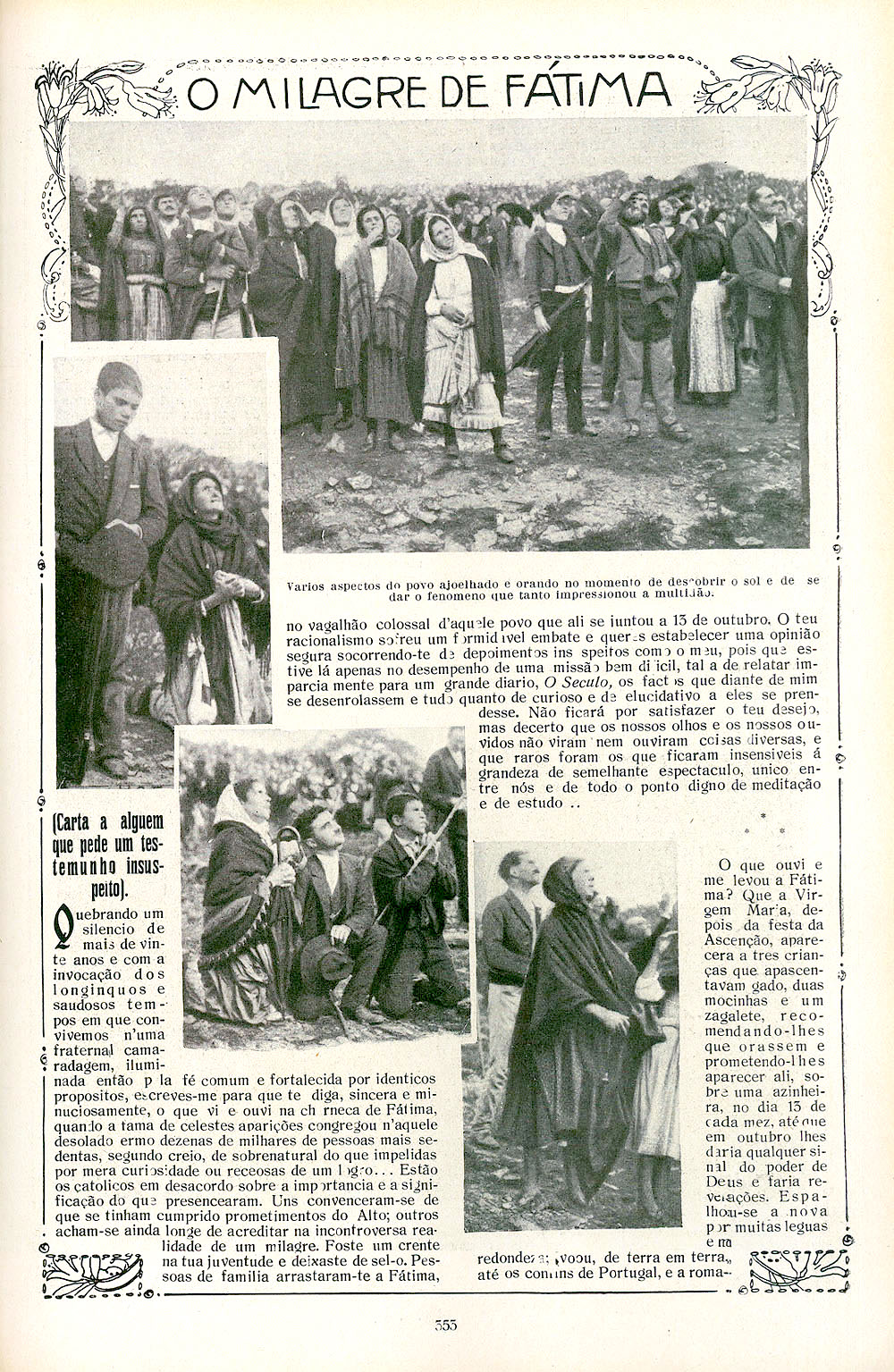
ファティマでの聖母マリアによる幻影の間、太陽を見つめる民衆（Ilustração Portuguesa、1917年10月29日号より）

太陽の奇跡（たいようのきせき、ポルトガル語: milagre do sol、別名：ファティマの奇跡）は、1917年10月13日に、3人の羊飼いの子供たちによる予言に反応してポルトガルのファティマに集まった群衆が立ち会う中で発生したと報告されている現象である。予言の内容は、その日に聖母マリア（ファティマの聖母と呼ばれる）が現れて奇跡を行うというものだった。新聞は、太陽が空中を「ダンス」するように、またはジグザグに動いた、地上に向かって突き進んだ、色とりどりのまばゆい光を放ったというような、異常な太陽の活動を目撃したという人々の証言を発表した。これらの報告によると、この現象は約10分間続いた。
1917年11月、現地の司教は目撃者の証言の再調査と、聖母マリアの私的啓示とされるものがカトリック神学に適合するか否かの査定をするために、この現象に関する正式調査を開始した。調査を行う現地の司祭は、世俗的な記者、政府関係者、現象に立ち会った懐疑論者たちからの異常な太陽現象についての同意証言に強い確信を得た。1930年10月13日、ホセ・ダ・シルヴァ司教は、この奇跡は「信じるに値する」ものであり、カトリック教会において「ファティマの聖母を崇拝することを公式に容認する」と宣言した。
1951年10月13日のファティマでの集会において、ローマ教皇特使のフェデリコ・テデスキーニはその場に集まった百万の群衆に対し、ローマ教皇ピウス12世自ら、1950年10月30日、10月31日、11月1日、11月8日にわたり、バチカン庭園から太陽の奇跡を目撃したことを告げた。早い段階から根強く続く奇跡と予言に対する関心は、多くのカトリック教徒の祈りの実践に大きな影響を与えた。
この現象に関して、批判的な視点から、社会学的、科学的に多くの分析が行われてきた。批判者による意見では、目撃証言は実際のところ一貫性が無く、説明に矛盾がある。提案されている代わりの説明は、目撃者たちは太陽を長時間見つめていたために感覚が惑わされた結果、自分たちの期待通りに異常な現象を見たというものである。

## 背景
1917年の春の初め、ファティマ付近に住む3人のカトリック教徒の羊飼いの子供たちが、天使の出現と、彼女たちが「ロザリオの聖母」と呼ぶ聖母マリアが1917年5月から出現したことを報告した。子供たちは、祈りが世界大戦を終結させ、同年10月13日に聖母は自分の正体を明かし、「皆が信じることができるように」奇跡を行うという予言を報告した。新聞はその予言を報道し、多くの巡礼者がファティマを訪れるようになった。子供たちの説明は大きな物議を醸し、現地の世俗的また宗教的機関の両者からの激しい批判を呼んだ。予言は1910年に成立した反教権主義のポルトガル第一共和政に反対するための政治的動機によるものであるとの考えから、暫定政府の行政官は子供たちを短期間拘留した。

## 現象

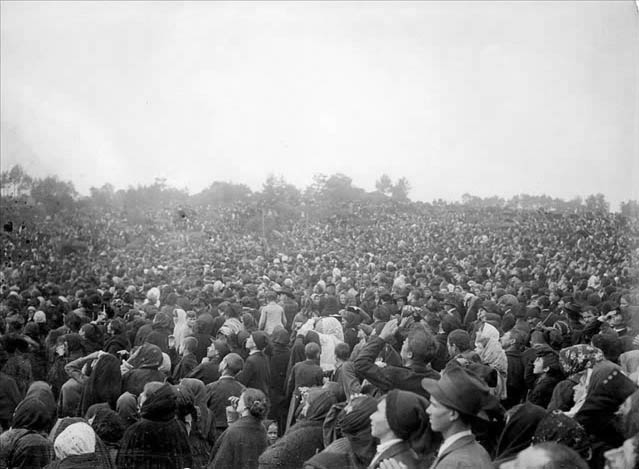
1917年10月13日、コーバ・ダ・イリアに集まる群衆

その場に集まった人数は、ポルトガルの新聞O Século（「世紀」の意）の記者のアヴェリーノ・デ・アルメイダの推定によると3万人から4万人、コインブラ大学の自然科学の教授の息子であり、弁護士のホセ・アルメイダ・ギャレット博士の推定によると10万人 であった。
そこで実際に何が起きたかについては様々な主張がなされてきた。多くの目撃者たちによると、雨が降った後、暗雲の切れ間から不透明で回転する円盤のような太陽が空に現れた。それは通常よりもかなりくすんだ色で、色とりどりの光を放ち、辺りの景色、人々、周りの雲を照らしたと言われている。そして太陽は地上に向かって突進し、猛スピードでジグザグに動いて通常位置に戻ったと報告されている。目撃者は、彼らの濡れた服は「突如として完全に乾いた。雨で濡れてぬかるんでいた地面も同様に乾いた。」と報告している。すべての目撃者が太陽の「ダンス」を見たわけではなかった。ある者は光り輝く色を見たと言い、信者を含むその他の者はまったく何も見なかったという。現象が起きている間に唯一撮られた有名な太陽の写真には、異常なところは見当たらない。
最初にファティマの聖母を見たという3人の子供たち（ルシア・ドス・サントスと彼女のいとこたちのフランシスコ・マルトとジャシンタ・マルト）もまた、イエス・キリスト、悲しみの聖母、カルメル山の聖母、聖ヨセフが人々を祝福しているパノラマの光景を見たと報告している。1941年に書かれたルシアの回顧録の第4版によると、1917年7月13日のコーバ・ダ・イリアへの3回目の訪問の際、彼女は聖母に名前を尋ね、皆が信じることができるように奇跡を行うことを求めた。聖母は、求められた奇跡が起こる10月までコーバへの訪問を毎月続けるようルシアに告げた。

### デ・マルキによる説明

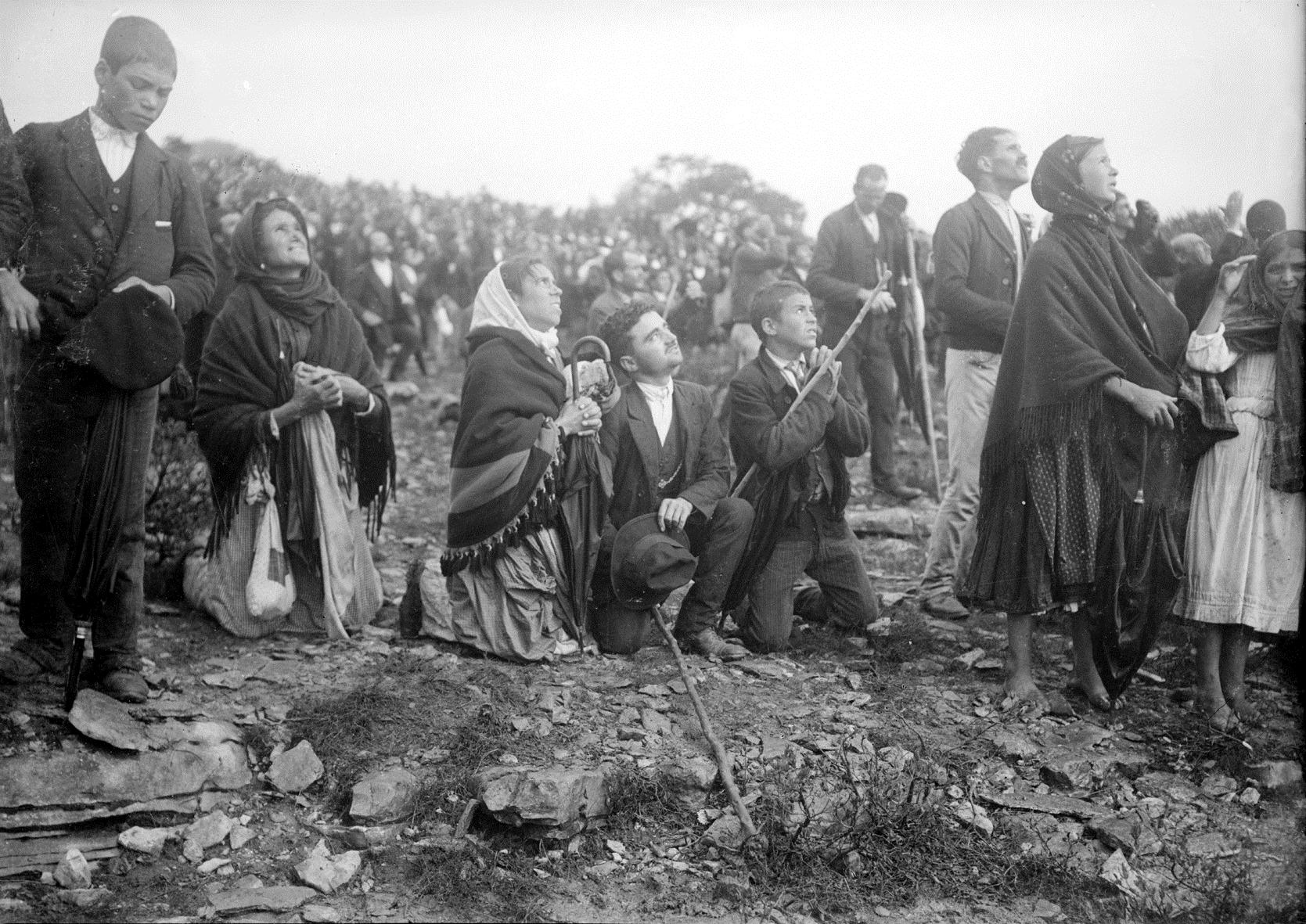
奇跡が起きる中、太陽を見つめる人々

ファティマで起きた現象に関する記述は、イタリア人のカトリック司祭で研究者のジョン・デ・マルキ神父によって収集された。デ・マルキは1943年から1950年の7年間をファティマでの調査と当事者の詳細なインタビューに費やした。1952年に出版された『Immaculate Heart』においてデ・マルキは、「10月13日にその場に居合わせた人々の中には信仰者もいれば不信仰者もいたし、敬虔な老女もいれば嘲笑する若者もいた。このような入り混じったカテゴリーにいる何百もの人々から正式な証言を得た。報告内容は様々で、細部についての印象は雑然としているが、驚異的な太陽を見たことを直接否定する者は我々の知る限り誰もいなかった。」と報告している。
デ・マルキはこのテーマに関して、目撃者による説明が多数収録された『True Story of Fátima』などの数冊の本を著している。
- 「太陽は真紅の炎に包まれたかと思えば、次の瞬間には黄色と深紫色の光の輪に囲まれ、極めて高速で回転しているようで、時には空から離れて地上に落ちてゆくように見え、強い熱を放っていた。」（カトリック新聞Ordemに掲載されたドミンゴス・ピント・コエーリョ博士の手記）[27]
- 「……薄絹のような灰色の光に包まれた銀色の太陽が回転し、雲の切れ間で輪を描くように見えた。……光は聖堂のステンドグラスを通したような美しい青色に変わり、腕を広げてひざまずく人々に降り注いだ。……人々は待ち望んでいた奇跡を目の当たりにして、頭の覆いを取り去り、涙を流して祈りを捧げた。1秒が何時間にも感じられ、非常に鮮明だった」（リスボンの新聞O Diaの記者）[26]
- 「太陽は静止していなかった。突然すべての人がどよめきを上げると、太陽が狂ったように渦を巻いて回転した。太陽はぐるぐると回って大空から離れると、巨大な燃え盛る砲丸で私たちを押し潰すかのように威嚇的に地上に向かって来た。この時に感じていたのは恐怖だった。」（デ・マルキは、この説明はコインブラ大学の自然科学の教授であるアルメイダ・ギャレット博士によるものとしている[28]。神学者のスタンリー・L・ジャキ（英語版）神父は、この証言は実際には若い弁護士のホセ・アルメイダ・ギャレット博士によるもので、彼の父親であり、コインブラ大学の自然科学の教授であるゴンサロ・デ・アルメイダ・ギャレット博士による証言としばしば間違われると記している[29]。）
- 「何の前触れもなく突然雲がねじ切れ、天頂に太陽が壮麗な輝きをもって姿を現した。それは目まぐるしく自転し始め、想像し得る限り最も壮大な天人菊のようで、七色に染まって色とりどりの光のフラッシュを放ち、非常に驚異的な現象を引き起こしていた。この荘厳無比の光景ははっきりと3回繰り返され、約10分間続いた。途方もない奇跡の証に圧倒された莫大な数の群衆はひざまずいた。」（サンタレンの神学校教授のマヌエル・フォルミゴン博士）[28]
- 「私が見たものを言葉で表すことはできないと思う。私は太陽をじっと見ていた。太陽は青白く見え、目を傷めることはなかった。雪玉のようで、自転していた。突然ジグザグに降りてきて、地上を脅かした。私は恐怖に襲われ、今にも世界が終わると予期して泣いている群衆の中に逃げ隠れた。」（ジョアキム・ローレン牧師の少年時代、ファティマから18km離れたアルブリテル（ポルトガル語版）での経験）[30]
- 「1917年10月13日のその日、子供たちの予言のことを忘れていたが、見たこともないような素晴らしい光景に魅了された。私はそれをベランダから見ていた。」（ポルトガルの詩人、アフォンソ・ロペス・ヴィエラ）[31]

デ・マルキは、群衆の反応を詳細に述べたO Século紙のアヴェリーノ・デ・アルメイダ記者による新聞記事も引用している。

### カトリック教会の認識
1930年、カトリック教会は、この現象には「超自然的特性」があると宣言した。ファティマの現場の近くに聖堂が建設され、何千もの信仰者が訪れている。
1940年、ローマ教皇ピウス12世は「ファティマの聖母の出現」を公認した。1950年、ピウス12世が聖母の被昇天の教義を宣言した週、教皇は同じ「太陽の奇跡」を4回目撃したと述べた。1950年10月30日午後4時、バチカン庭園を散歩中の教皇がルルドの聖母像の前に着くと、奇跡を見始めた。彼は手書きのメモの中で、「畏怖の念に打たれた」と述べている。10月31日、11月1日（教義が制定された日）、11月8日にも教皇は同じ奇跡を目撃している。教皇は別の日の同じ時刻に太陽の奇跡を見ることができるか試したが、見ることはできなかった。教皇はこの話を多くのバチカンの枢機卿とシスター・パスカリーナ・レーネルト（教皇の住居を管理する修道女）に打ち明け、後に手書きのメモに残した。このメモは2008年に発見され、バチカンに展示されている。
2017年、ローマ教皇フランシスコはフランシスコ・マルトとジャシンタ・マルトの取り次ぎによる1917年のファティマでの奇跡を認定し、二人は列聖された。

## 信者による説明
カトリック教義においては、この現象は1917年10月13日以前に度々姿を現した聖母マリアによる、羊飼いの子供たちに対する約束の履行と考えられている。子供たちの説明によると、ファティマの聖母と称された聖母マリアは、彼らが真実を告げていることを人々に示すために奇跡を行うことを約束し、太陽が空中で「信じがたいような」動きをするのを群衆に見せた。カトリックは何世紀にもわたって聖母マリアを「奇跡を行う人」と考えており、この見解は21世紀まで続いている。様々な神学者と無神論的科学者がこの現象に対する科学的説明の限界について議論し、神の介在が太陽の現象を引き起こすための考え得るメカニズムを提示してきた。
オックスフォード大学イアン・ラムゼイ・センター科学・宗教講座の研究部長であるアンドリュー・ヴィンセント神父は、「科学的観点は奇跡を無視するものではなく、ファティマで起きた現象は大勢の人が目撃しており、極めて信憑性が高い」と述べている。彼は、通常の先入観は科学的法則の範囲における理解不足を伴い、科学的法則とは自由な作用因子から隔離された自然体系がどのように振る舞うかを説明するのみであると述べている。彼は、この現象は「最も類い稀な性質と信憑性を持つ公的な奇跡」であると結論付け、この現象が起きた年を、1517年のプロテスタント主義、1717年のフリーメイソン、1917年の無神論的共産主義のように、ファティマの贖罪のメッセージを求める歴史的に極めて重要な意味を持つ節目の年であると考えている。
神学者、大学教授、司祭であるスタンリー・L・ジャキは、神の介在によって自然気象現象の協調的相互作用や氷晶を伴う大気レンズの増強が、予言された通りの時間に発生したこと自体がこの奇跡の本質であると結論付けている。太陽の運動を感知した観測所は無く、圧倒的多数の地上にいる一般大衆も気づかなかったことから、彼は太陽が動かなかったことは事実だとしている。
ジャキはこの現象を次のように説明している。
……急激な気温逆転が発生したに違いない。冷気と暖気の塊は、最初は回転する大気レンズを地上に向けて楕円軌道を描くように押し進め、次にブーメランが元の位置に戻るかのように押し上げた。一方でレンズの中の氷晶は、太陽光線を反射させるための大量の反射板としての役割を果たした…。ただ一人の観察者（ある弁護士）のみ、下降と上昇の進路は小さな円が重ね合わさって楕円を描いていたと30年後に述べた。流体力学や、さらにはブーメランの仕組みにまで詳しい者であれば、そのような観察についてよく理解できるかもしれない。手元には太陽の奇跡について科学的にアプローチするための科学的情報が実に大量にある…。たとえ実際に起きたことについてこれ以上理解したいと思わないとしても、綿密に組み合わされた非常に多くの物理的要因の相互作用それ自体が奇跡と言えるだろう。この太陽の「奇跡」はまれではあったが、単なる気象現象ではなかったことは明らかだ。そうでなければ、敬虔な群衆の立ち会いの有無に関わらず、それ以前にも以後にも観察されていただろう。奇跡について私が書いた他の書籍でも述べているように、神は奇跡の創出において、物理的構成要素とそれらの相互作用を大いに強調することによって自然界の基礎を成すものを利用することが多い、ということを私は主張しているに過ぎない。
ジャキは、信仰者はファティマで奇跡が起きたと信じるべきであり、「歴史上最も偉大かつ無比の奇跡的事実としてのキリストを人生の目的とする者」は、奇跡を裏付ける事実に注目する必要があると述べている。
デ・マルキ神父は、現象が起こる直前の大雨によってできた水たまりに対する太陽の影響のような、関連する奇跡的現象は本物であると信じている。彼は、「……この事例を研究した技術者たちは、目撃者によって報告されているような数分の内にできた水たまりを干上がらせるためには、莫大なエネルギー量が必要であると考えている」と述べている。
また彼は、詳細不明の「奇跡」の予言、現象の突然の開始と終了、様々な宗教的背景を持つ観察者たち、非常に多くの数の群衆の参加、18km離れた場所からの目撃、既知の科学的原因要素の欠如といった事柄が、集団幻覚や集団ヒステリーである可能性が低いことを示していると記している。デ・マルキは、「明らかな神への言及、そしてこの話の全体的な状況を考慮すると、我々はこの歴史上最も明白で壮大な奇跡は神のみによるものと考えなければならないようだ」と結論付けている。
20世紀末期のファティマの元精神科看護師で地方ジャーナリストのレオ・マディガンも、批判者たちが主張する集団催眠の可能性を否定し、目撃者たちの説明が一致しないのは、驚き、恐怖、精神的高揚、そしてこの現象の超自然的性質に因ると考えている。マディガンは、人々が見たものは「聖母マリア自身の光の反射が太陽そのものに投影されたもの」であると記している。

## 批判

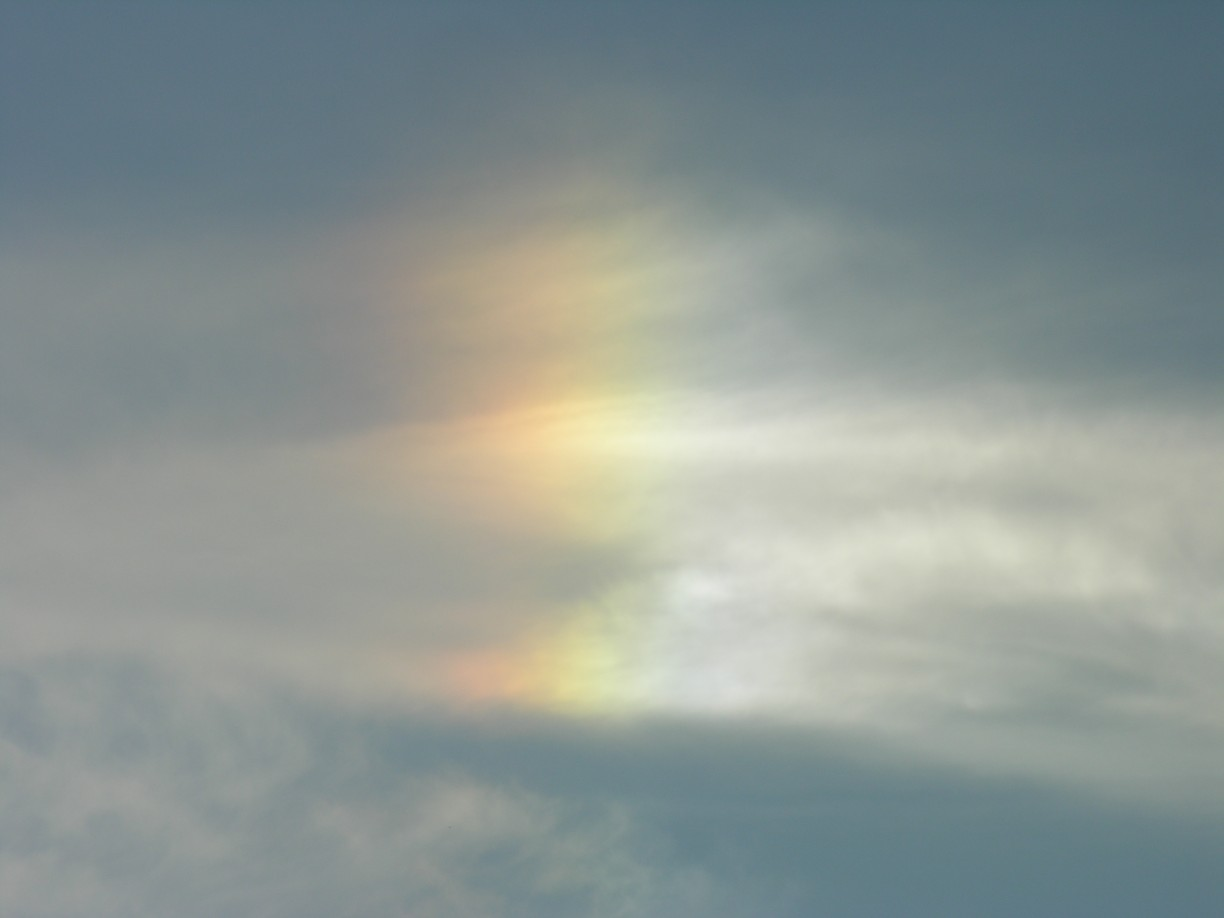
2005年に撮影された幻日

神学者、科学者、懐疑論者たちは、太陽の挙動について、確立された科学的知識とは相容れない主張に応じてきた。科学系作家のベンジャミン・ラドフォードは次のように主張している。「太陽は空中で実際にダンスをしていたのではない。私たちが何故それを知っているかというと、言うまでもなく、地球上の誰もが同じ太陽の下にいるからだ。私たちに最も近い死にかけの星が突然天空で激しく動き出したら、間違いなく数十億もの人々が報告していただろう」。ラドフォードは、暗示やパレイドリアのような心理的要因は、報告された出来事に対するより良い説明になり得ると記している。ラドフォードは、「太陽の奇跡や、ファティマやそれ以外の場所で起きた奇跡の目撃報告が嘘や作り話だと言う者はいない。むしろ、その体験は主に報告者の頭の中で起きたことではあるが、彼らが体験したと主張する内容のことを実際に体験した可能性は非常に高い」と述べている。またラドフォードは、水が突然乾いたことに関する主張に応えて、その事実は明確ではなく、報告されている程の量もしくは時間の雨が降ったことは当時の現場の写真からは判らないと指摘している。
『The Evidence for Visions of the Virgin Mary』において著者のケヴィン・マクルーアは、コーバ・ダ・イリアに集まった群衆は、数週間前に同様の現象が報告されていたために、太陽に何らかの兆候を見ることを期待していたと思えると述べている。このことに基づき、群衆は自分たちが見たいと思っていたものを見たと彼は考えている。またマクルーアは、彼が過去10年に彼が行った調査の中で、これほど矛盾する説明が集められた事例は見たことがないとも述べている。
神学者のリサ・J・シュウェーベルは、これが奇跡であるという主張には問題が多いと述べている。「居合わせた全員が現象を目撃したわけではなく、それに加え彼らが実際に見たものに関する証言にはかなりの矛盾がある」とシュウェーベルは述べている。また、「現地には何百もの報告者や写真家がいたにもかかわらず」、主張されている太陽の現象の信頼できる写真が存在しない、そして、本物として頻繁に登場する1枚の写真は、実際には「1917年以前に別の場所で撮られた日食の写真である」とシュウェーベルは意見を述べている。
ファティマでの目撃者たちを集団的に欺くことは不可能だった、また、現象は神の介在により離れた場所からは目撃できなかった と論じるピオ・スカティッチ神父の説明のような超自然的説明は、現象に居合わせた者たちは間違いなく自分たちの感覚によって欺かれていた、もしくは、彼らは局地的な自然現象を体験した可能性があると主張する批判者たちによって退けられてきた。
ルーヴァン・カトリック大学の物理学教授であるオーギュスト・ミーセンのように、人間の眼球によって生じる視覚的効果が、報告されている現象の説明になり得ると言う者もいる。ミーセンは2003年の国際シンポジウム「Science, Religion and Conscience」にて、聖母の出現と「太陽の奇跡」についての彼の分析を発表した。奇跡を体験したと主張する人々は「彼らが報告した内容を本当に体験した」とミーセンは感じる一方で、太陽の奇跡は言葉通りに受け取ることはできず、報告されている観測は太陽を長時間見つめていたことによる視覚的効果であると述べた。ミーセンは、太陽を短時間凝視した後に網膜に映る残像が、観測されたダンスの推定原因であると強く主張した。同様に、目撃された太陽の色の変化は網膜の光受容細胞の退色によって引き起こされた可能性が最も高いとミーセンは結論付けている。ミーセンは、太陽の奇跡は宗教心あふれる巡礼者たちが太陽を見つめるよう勧められた場所で多く目撃されているという事実に注目している。ミーセンは1949年のドイツ、ヘーロルツバッハでの例を引用し、その事例では1万人を超える群衆の内の多くの者がファティマで見られたものと同様の現象を目撃したと証言した。ミーセンはまた、太陽の奇跡のいくつかの現代の事例について論じるBritish Journal of Ophthalmologyの記事も引用している。レーゲンスブルクの気象学者のシュテックル博士も、同様の理論と見解を提示している。
批判者たちはまた、雲、大気効果、自然光の組み合わせが、報告されている視覚現象を生じさせた可能性も示唆している。ステュアート・キャンベルは1989年版の『Journal of Meteorology』において、10月13日に成層圏の塵の雲が太陽の外観を変化させ、目視するのを容易にし、黄色、青色、紫色のように、また回転しているように見えさせたという仮説を立てた。この仮説の裏付けとして、キャンベル氏は青色と赤色になった太陽が1983年に中国で確認されていることを報告した。ポール・シモンズは「Weather Secrets of Miracle at Fátima」と題された記事の中で、ファティマでの光学的効果のいくつかがサハラ砂漠からの砂嵐によって引き起こされた可能性はあり得ると述べている。
科学的懐疑主義者で研究者のジョー・ニッケルは、ファティマで報告された「踊る太陽」の現象は、「太陽が薄い雲に透けていたので銀色の円盤のように見えたというような、光学的効果と気象現象を含む要因の組み合わせである。その他には、異なる密度をもった雲が次々と通り過ぎることで太陽の像が増光と減光を交互に繰り返し、太陽が前後に進むように見えた、もしくは大気中の塵や水滴が太陽光を屈折させた結果、多様な色を出現させたという可能性がある。」と記している。しかし、ホセ・マリア・デ・アルメイダ・ギャレット博士は、「霧から透けて見える太陽と見間違われる可能性は無い（その時には霧は無かった）」と意見を述べている。また、ニッケルは、異常な視覚効果は太陽の強力な光を見つめたことによる網膜の一時的な障害、もしくは、比較的よく見られる大気光学現象である幻日によって引き起こされた という可能性も示唆している。また、ニッケルは、1988年のテキサス州ラボックでの聖母の出現、1992年のコロラド州ゴールデンのマザー・カルビニ聖堂、1990年代前半のジョージア州コンヤーズのような聖母の出現が報告されている場所に、信心深い見物人たちが「何かしらの奇跡的現象を全面的に期待して」頻繁に来ることに注目し、目撃者たちは心理的に暗示がかかりやすかったという点も強調している。